# Salvinia

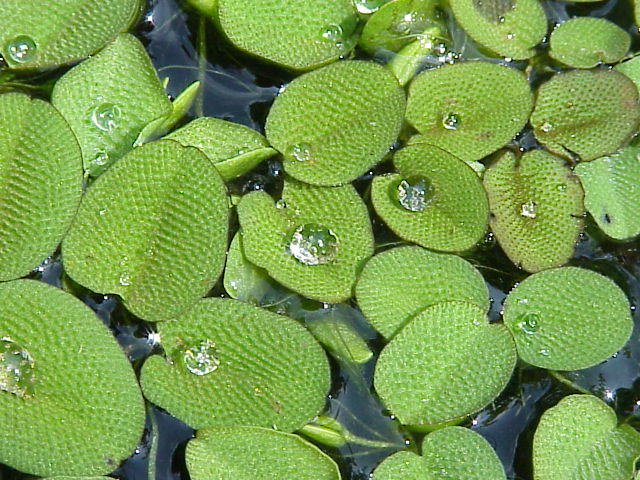
Salvinia minima

A Salvinia a valódi páfrányok (Pteridopsida) osztályának rucaörömpáfrányok (Salviniales) rendjébe, ezen belül a Salviniaceae családjába tartozó nemzetség.
Az ide tartozó vízinövények különlegessége, hogy a vízen úszó levelek felfelé mutató oldala morfológiailag a levél aljának (abaxiális részének) felel meg.

## Előfordulásuk
A Salvinia-fajok főleg trópusi növények, de néhányuk, mint például a vízi rucaöröm (Salvinia natans), a mérsékelt övben is megtalálható. E nemzetség fajai a következő helyeken lelhetők fel: Amerika, Eurázsia és Afrika, beleértve Madagaszkárt is.

## Rendszerezés
A nemzetségbe az alábbi 8 élő faj és 5 fosszilis faj tartozik:
- Salvinia adnata Desv.
- Salvinia auriculata Aubl.
- Salvinia biloba Raddi
- Salvinia hastata Desv.
- Salvinia minima Baker
- vízi rucaöröm (Salvinia natans) All.
- Salvinia nymphellula Desv.
- Salvinia sprucei Kuhn
- †Salvinia cerebrata Nikitin
- †Salvinia exigua (Dijkstra, 1961) Kempf, 1993
- †Salvinia mildeana Goeppert, 1855
- †Salvinia preauriculata Berry, 1925
- †Salvinia rhenana Kempf, 1971